# Solo für Sudmann
Solo für Sudmann ist eine deutsche Kriminalserie des ZDF, deren 12 Episoden von Januar bis April 1997 erstausgestrahlt wurden. Sie ist der erste Ableger der SOKO 5113 im Sendeformat SOKO.

## Inhalt
Nachdem Kriminalhauptkommissar Jürgen Sudmann – ehemaliger Ermittler der SOKO 5113 – pensioniert wurde, eröffnet er in München eine Privatdetektei. Zusammen mit seiner Assistentin Susanne Wegener löst er die Fälle seiner Klienten auf unkonventionelle Art. Sudmanns ehemaliger Vorgesetzter bei der Sonderkommission, Kriminalhauptkommissar Horst Schickl (Wilfried Klaus), hat ebenso wie seine ehemaligen Kollegen Kriminalkommissarin Lizzy Berger (Olivia Pascal), Kriminalkommissar Manfred „Manne“ Brand (Hartmut Schreier) und Kriminalmeister Theodor „Theo“ Renner (Michel Guillaume) Gastauftritte in der Kriminalserie, bei denen Sudmann die Unterstützung seines alten Teams erhält.

## Episodenliste
| Nr. | Episodentitel                  | Erstausstrahlung |
| --- | ------------------------------ | ---------------- |
| 1   | Echt falsch (Teil 1)           | 23. Januar 1997  |
| 2   | Echt falsch (Teil 2)           | 30. Januar 1997  |
| 3   | Konfettimord                   | 6. Februar 1997  |
| 4   | Das Lächeln des Tigers         | 13. Februar 1997 |
| 5   | Pharmastrich                   | 20. Februar 1997 |
| 6   | Auf’s falsche Pferd gesetzt    | 27. Februar 1997 |
| 7   | Leere Kassen                   | 6. März 1997     |
| 8   | Looping                        | 13. März 1997    |
| 9   | Graffiti                       | 20. März 1997    |
| 10  | Im Zweifel für den Angeklagten | 27. März 1997    |
| 11  | Beim Barte des Propheten       | 3. April 1997    |
| 12  | Eine Hand wäscht die andere    | 10. April 1997   |

Die Drehbücher stammen allesamt von Reinhard Donga. Regie führte mit Ausnahme der dritten Episode Thomas Nikel.